# Ribiers
Ribiers era una comuna francesa situada en el departamento de Altos Alpes, de la región de Provenza-Alpes-Costa Azul, que el uno de enero de 2016 pasó a ser una comuna delegada de la comuna nueva de Val-Buëch-Méouge al unirse con las comunas de Antonaves y Châteauneuf-de-Chabre.

## Demografía
| Gráfica de evolución demográfica de Ribiers entre 1800 y 2013 |
|                                                               |

Los datos demográficos contemplados en este gráfico de la comuna de Ribiers se han cogido de 1800 a 1999 de la página francesa EHESS/Cassini, y los demás datos de la página del INSEE.